# فليس
الفَلِيس نسيج عازل ناعم مصنوع من عديد الإستر.

## الاستخدامات
يستخدم الفليس في السترات والكنزات وسراويل الرياضة وحفاضات القماش والأردية ذوات القلنسوة والقمصان والمنامات والبطانيات والملابس الخارجية عالية الأداء. يمكن استخدام الفليس المنتج لصنع ملابس خفيفة ناعمة سهلة الغسل. يمكن أن يمتد الفليس بسهولة في اتجاه واحد أكثر من غيره.